# Lufengpithecus
Lufengpithecus es un género de homínido pongino extinto que vivió en China y Tailandia hace aproximadamente ocho millones de años.

## Especies
Lufengpithecus lufengensis es un fósil de simio recuperado de lignito (carbón blando) en la localidad Shihuiba en el Condado de Lufeng, Yunnan (China), con nombre de catálogo IVPP PA644, que data de la última etapa del Mioceno. Originalmente se pensó que representaban dos especies distintas,Sivapithecus yunnanensis, que se creyó que era un antepasado de Pongo (los orangutanes), y Ramapithecus lufengensis considerado como uno de los primeros ancestros de los humanos. El reconocimiento en la década de 1980 de que los fósiles de "Ramapithecus" eran hembras de Sivapithecus llevó a la creación del nuevo género y especie Lufengpithecus lufengensis para dar cabida a la gran colección de fósiles de homínidos recuperados en Lufeng en la década de 1970. La especie fue reconocida por tener un muy alto grado de dimorfismo sexual, comparable al observado en los monos Cercopithecinae. Los restos fósiles de Shihuiba incluían un número relativamente alto de cráneos completos, pero severamente aplastados de ejemplares de ambos sexos.
En las décadas de 1980 y 1990, fósiles similares fueron excavados en un gran número de localidades de Yuanmou, Yunnan, China, generalmente atribuidos a una nueva especie, L. yuanmouensis. Los especímenes incluían un gran número de dientes, mandíbulas y fragmentos maxilares y el esqueleto facial de un ejemplar joven, comparable en edad dental al famoso niño de Taung, un Australopithecini de Sudáfrica. 
El material de los homínidos anteriores recogidos en la década de 1950 en el sitio de la mina de carbón Keiyuan en Yunnan y que fuera atribuido a Drypopithecus keiyuanensis sería asignado posteriormente a L. keiyuanensis. 
Un fragmento mandiblular único con P4 y M1 en el sitio de Longgupo en Sichuan, China, originalmente asignado al género Homo, se ha considerado como similar al Lufengpithecus lo que sugiere que este género puede haber sobrevivido hasta tan recientemente como dos millones de años, posiblemente solapándose con Gigantopithecus y Pongo antiguos en la región (Etler et al. 2001). Como Sivapithecus, Lufengpithecus tiene un esmalte molar grueso y dientes caninos relativamente bajos, especialmente en las hembras. Los premolares inferiores tienen a veces una tercera cúspide, que denota un cambio de su función principal de dientes cortadores como en otras especies de simios.
Una especie relacionada de Tailandia, Lufengpithecus chiangmuanensis, ha sido recientemente descubierta. De esta especie sólo se conocen los dientes, pero estos parecen ser intermedios en términos de morfología entre Sivapithecus y los últimos orangutanes. Con 10 millones de años, los fósiles pueden tener ancestros comunes con los Pongo (Chaimanee et al. 2003). Esta especie fue luego reclasificada en el género Khoratpithecus.